# Старий Загорів

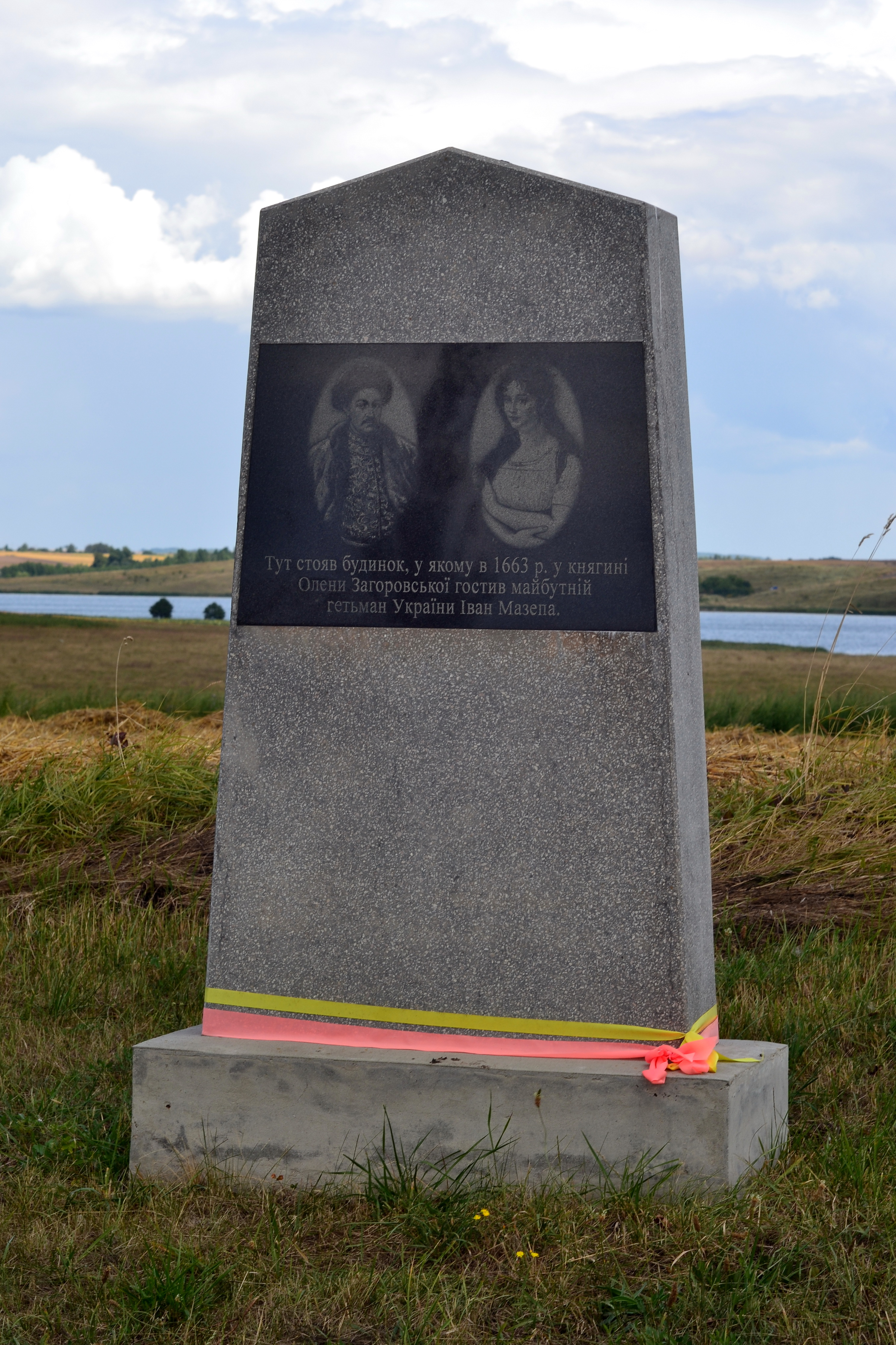
Пам'ятний знак про будинок, у якому в 1663 році у княгині Олени Загоровської гостив майбутній гетьман України Іван Мазепа

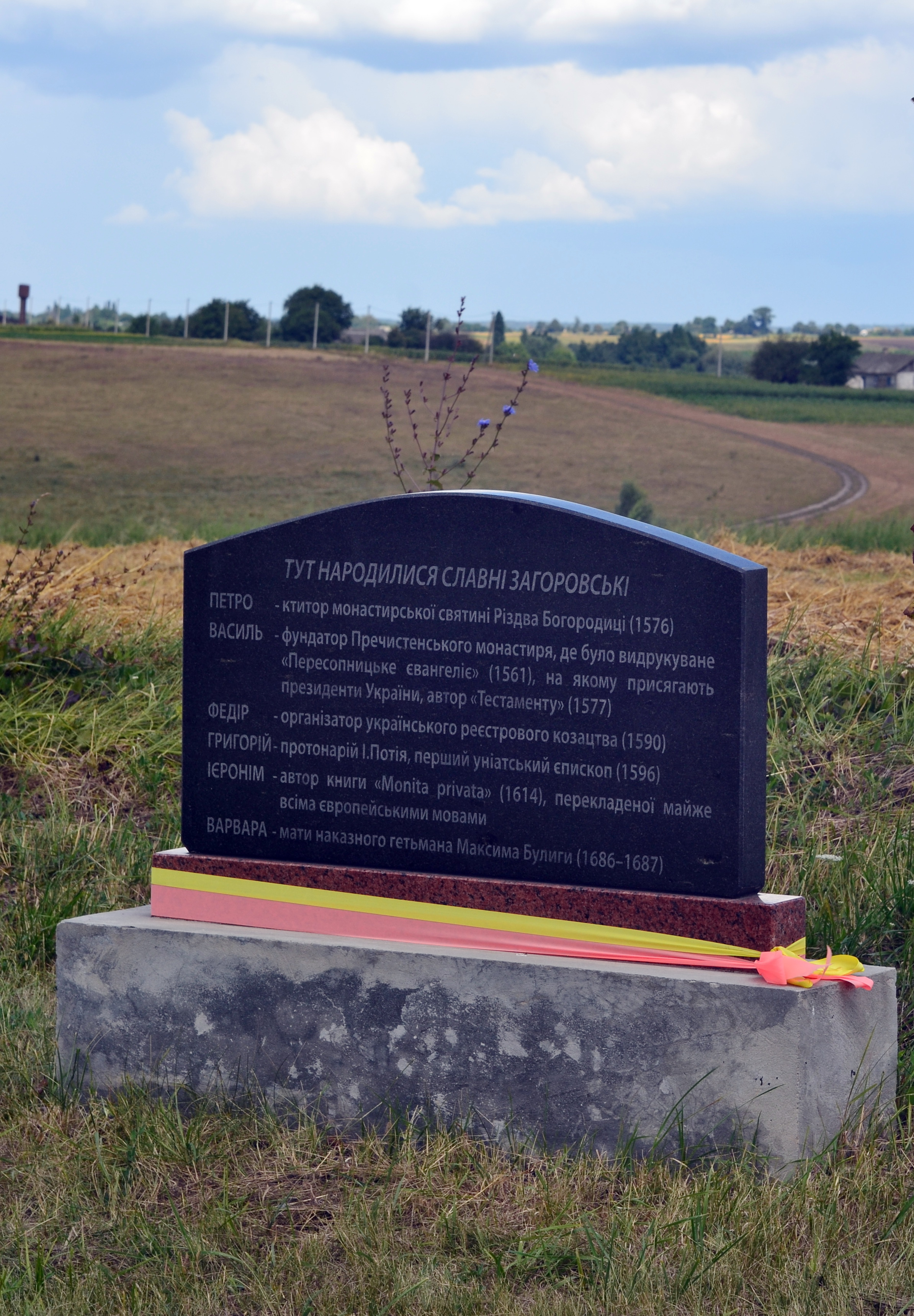
Пам'ятний знак про родину Загоровських, які народилися в селі

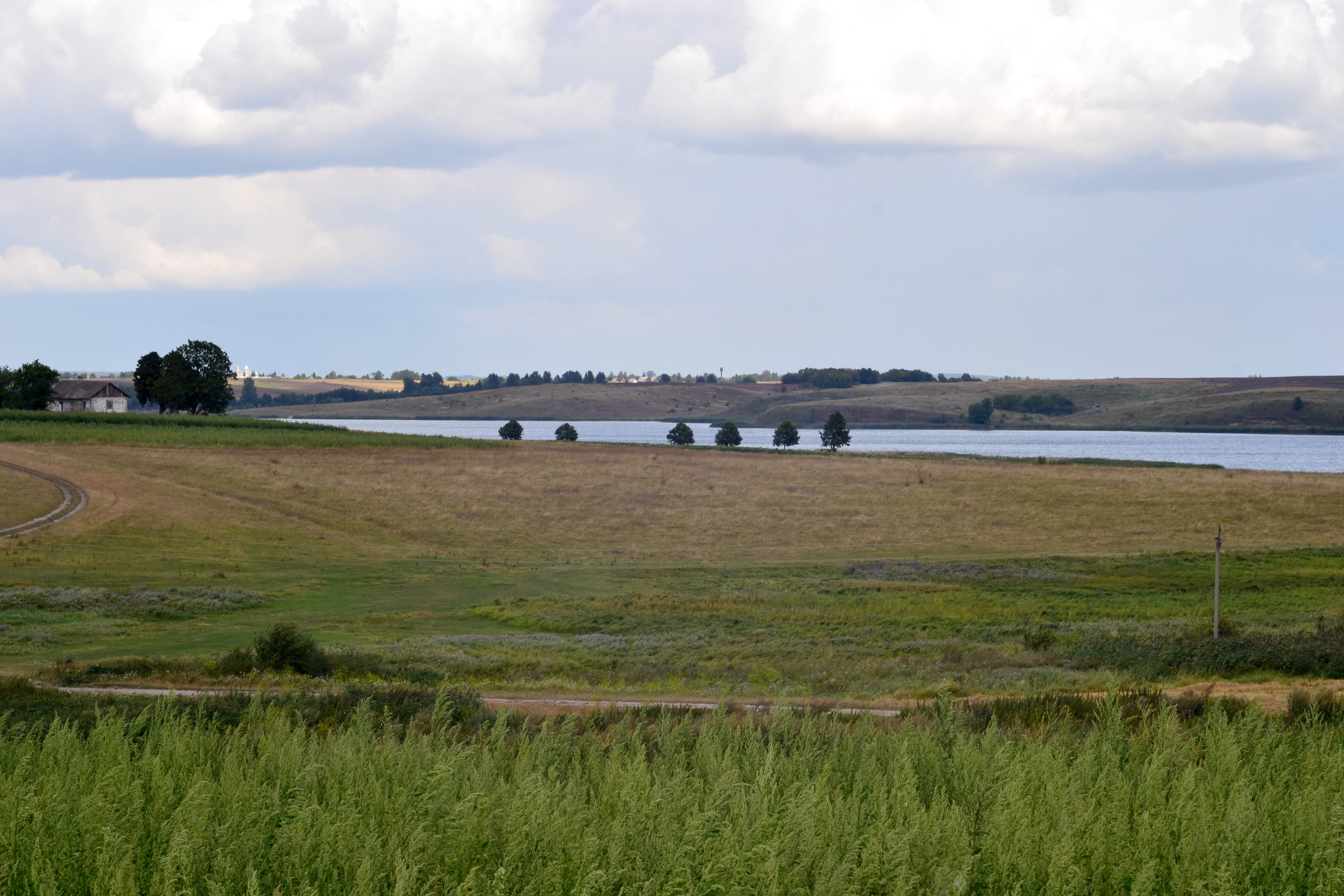
Поселення одношарове стжижовської культури доби бронзи

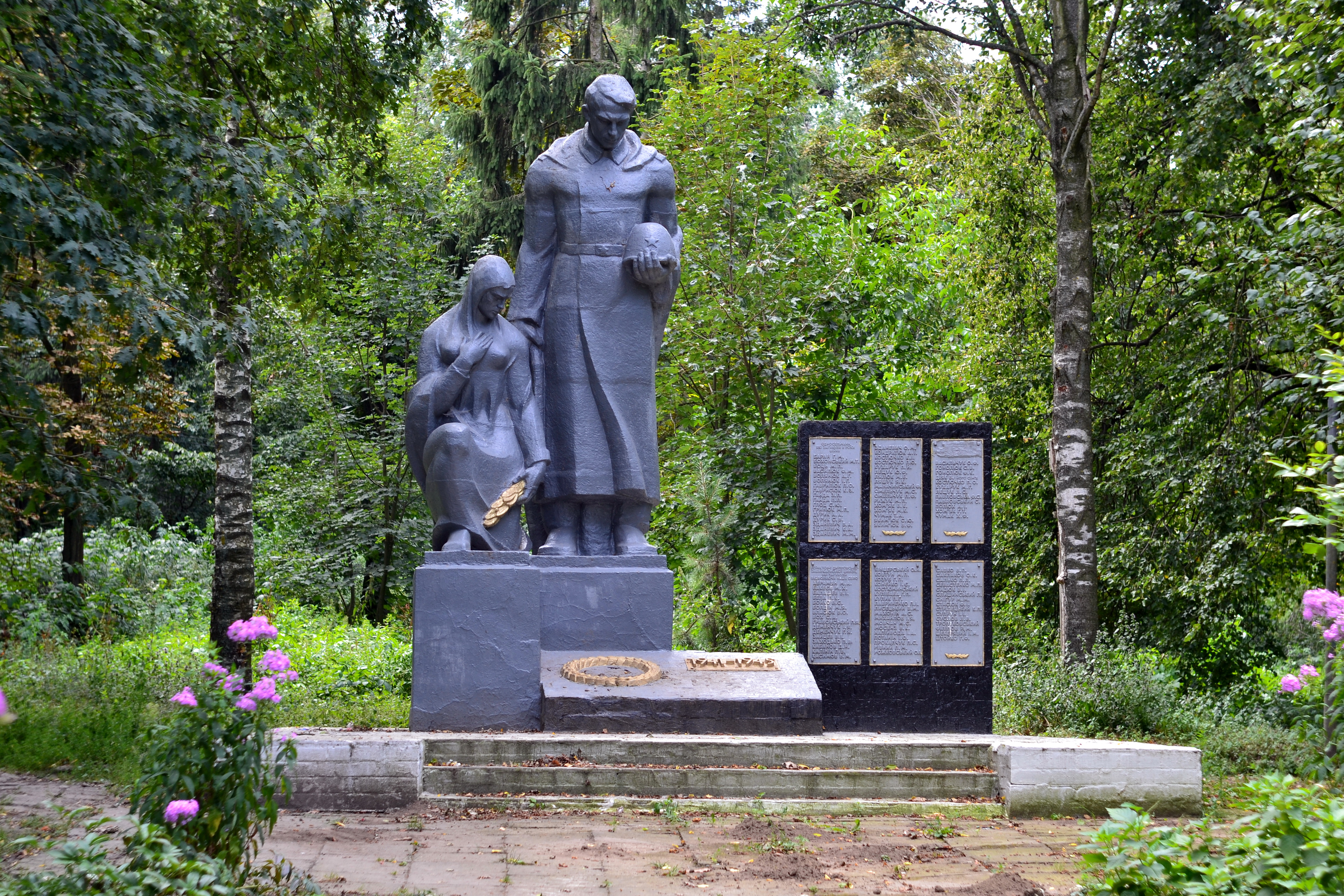
Пам'ятник землякам

Старий Загорів — село в Україні, у Локачинській селищній громаді Володимирського району Волинської області. Населення становить 747 осіб.

## Родове гніздо Загоровських
Старий Загорів було родовим гніздом шляхетської родини Загоровських. Саме тут при їхній підтримці існував монастир, який у 16 ст. став значним осередком культури не лише Волинського краю, а й України в цілому. В Загорові склався осередок рукописання. У 30—60-их рр. 16 ст. в ньому були виготовлені книги Затоструй, Євангеліє, дві Мінеї, а також шедевр українського рукописання Загорівський Апостол 1554 р.
Існує декілька версій походження назви села. Правдоподібніша з них запропонована жителем села М. Маначинським, краєзнавцем, відомим на Волині фахівцем. Згідно з нею слово «Загорів» — це результат злиття двох слів «за» і «Хорів», а назва сусіднього с. Хорів походить від відомого староукраїнського ймення Хорив. Згадаймо легендарних засновників Києва братів Кия, Щека, Хорива та їхню сестру Либідь. Добавка «старий» виникла недавно після злиття хуторів Волиця Загорівська і Загайці в окреме село під назвою Новий Загорів.

## Новозагорівський монастир
Офіційною датою історії Загорівського монастиря вважається 1566 р. — дата дарчого запису власника загорівського маєтку Петра Загоровського і його дружини Федори, уродженої княжни Сангушко, від 3 липня 1566 р., згідно з яким Загорівські подарували монастирю зі своїх маєтків Волицю зі всіма прилеглими до нього орними і сінокісними землями. Монастир отримав право на десяту частину озимого і ярого хліба із старозагорівського маєтку, а також безкоштовно і позачергово молоти зерно в млині с. Хорів, виловлювати рибу в ставку цього ж села, різати ліс на будівництво і опалення монастиря.
До першої світової війни в ньому зберігся дзвін, пожертвуваний предками П. Загоровського. На дзвоні рельєфно було викарбувано дарчий напис від 1492 р. Тобто монастир існував ще в кінці XV ст. Усні перекази вказують навіть на кінець XII ст.
Монахи налагодили дохідну торгівлю. Біля стін започаткували велелюдні ярмарки.
Після прийняття Люблінської унії 1569 р. першими 23 травня склали присягу луцький єпископ Вербицький і відомий волинський маршалок П. Загоровський, який 1576 р. побудував нову монастирську кам'яну церкву і одноповерховий дерев'яний корпус для монахів. Нова церква замінила дерев'яну. Монастир зажив тихим і спокійним життям.
Російська імперія виділила на утримання монастиря 1840 крб. У його розпорядженні було 250 га землі.

## Історія
У 1906 році село Хорівської волості Володимир-Волинського повіту Волинської губернії. Відстань від повітового міста 33 верст, від волості 3. Дворів 99, мешканців 663.
12 червня 2020 року, відповідно до розпорядження Кабінету Міністрів України № 708-р «Про визначення адміністративних центрів та затвердження територій територіальних громад Волинської області», увійшло до складу Локачинської селищної територіальної громади.
19 липня 2020 року, в результаті адміністративно-територіальної реформи та ліквідації  Локачинського району, село увійшло до новоутвореного Володимир-Волинського району (від 18 липня 2022 Володимирського).

## Населення
Напередодні реформи 1861 р. у Загорові було 48 селянських дворів, у яких жило 149 душ.
У 1862 р. поміщик склав уставну грамоту зі 149 селянами — кріпаками, за якою вони залишались в урочній панщині до 30 липня 1863 р.
У 1871 р. в Загорові при церкві була відкрита парафіяльна школа, на утримання якої селяни кожного року сплачували 120 крб. Тут у 1911 р. навчалося 37 дітей.
На початку XX ст. у Старому Загорові було 99 домів і 637 жителів, а в 1911 р. — 710.
У 1914 р. в російську армію зі Старого Загорова мобілізували 23чоловіка, не вернулися 4.
Згідно з переписом УРСР 1989 року чисельність наявного населення села становила 734 особи, з яких 344 чоловіки та 390 жінок.
За переписом населення України 2001 року в селі мешкало 745 осіб.

### Мова
Розподіл населення за рідною мовою за даними перепису 2001 року:
| Мова       | Відсоток |
| ---------- | -------- |
| українська | 99,73 %  |
| російська  | 0,27 %   |

## Відомі люди

### Загоровські
Фундатор Загорівського монастиря Петро Загоровський, син Богдана, народився близько 1500 р. Був дуже багатий. Йому належали села Заговір, Заячиці, Воля Монастирська, Вощатин, Кремеш, Копилля, Луковичі, Навіз, Охматнів, Порськ та інші. Займав дуже великі важливі державні посади. Від посади маршалка йому залишався один крок до посади сенатора, був послом на сеймах.
Рід загоровських подарував Україні представника українського літературного відродження Василя Загоровського, сина Астра (?- 1580), брацлавського каштеляна, королівського маршалка, який загинув у турецькій неволі, потрапивши в полон під час битви з ординцями в 1576 р. Відомі два його твори «Духовноє завіщаніє» і «Слово єдиного старого карпаторуского бояра іменем Грозова».
Вдова Василя Марушка Збаразька–Загоровська ревно боролась проти Брестської унії.
Ієронім Загоровський, відданий у науку до єзуїтів, написав твір «Приватна предесторога Товариства Христа» в 1614 р. Це один з найвидатніших анти єзуїтських памфлетів, був перекладений мало не всіма європейськими мовами, видавався десятки разів. І все ж місцеві феодали Загоровські приймають нову конфесію, але аж у 1664 р.
У зв'язку з забороною на Волині унії 1839 р. Загоровський монастир переходить у православ'я.
Костянтин Загоровський — 27-річний полковник крилатої гусарії. 11 червня 1694 року очолював оборону села Годів (Зборівський район, Тернопільська область), яку тримали 400 гусарів і панцерних від 40-тисячного татарського війська. Не змігши взяти село, татари повернули назад. Сам Загоровський був смертельно поранений і через три дні помер. На місці його поранення король Ян ІІ Собєський наказав спорудити пам'ятник, котрий зберігся донині.

### Видатні постаті населеного пункту
- Василь Чабан — доктор наук, професор Національного університету «Львівська політехніка» та Ряшівського університету (Польща), дійсний член Академії інженерних наук України, Нью — Йорської академії наук.
- Тетяна Ліщук–Торчинська — кандидат філософських наук, доцент Волинського державного університету ім. Лесі Українки.
- Дем'ян Мартинюк — колишній директор Одеської студії телебачення.
- Віра Баран — Герой Соціалістичної Праці.
- Зборовський С.– працював заступником директора Володимирського цукрового заводу

#### Кадрові офіцери
- Дробосюк Сергій (1888—1977) — хорунжий, воював у армії УНР під проводом С. Петлюри.
- Остапчук Корній (1884—1974) — підхорунжий армії УНР.
- Воронов Костянтин (1828—1905) — генерал — лейтенант, особистий радник царя з військових і морських справ.
- Воронов І. (1856 — ?) — штабс–капітан, закінчив Санкт–Петербурзький кадетський корпус.
- Лотоцький Омелян (1876—1956) — поручник, учасник Брусилівського прориву.
- Баран Максим — учасник Першої світової війни, повний Георгіївський кавалер.
- Ляшук Андрій — старший лейтненант служби ЦЗ Начальник караулу ДПРЧ-15 У ДСНС України у Волинській області.

Та найбільшими героями свого села треба визнати тих, хто поліг на полі Слави в боротьбі за волю України.

## Сучасний стан населеного пункту
Зараз с. Старий Загорів — сучасне село. У селі функціонує бібліотека. Бібліотекарями працювали: Калюга Надія, Галайда Катерина, Голян Надія, Мельник Ліля.
У селі також є чудове приміщення будинку культури. Завідував будинком Василь Петрович Шажко, який написав пісню на власні слова про загорівський бій. При будинку культури діє художня самодіяльність, хор, молодіжний ансамбль, драмгурток. Художній колектив часто виступає біля стін монастиря на велелюдних святах у роковини бою.
У 2001 р. на паї односельчан створено кооператив по обслуговуванню населення «Мрія». Кооператив має 2 автомашин. Вся земля розпайована, 230 га здано в оренду спілці селянських господарств «П'ятидні».
З 1927 р. у селі існує незначна громада адвентистів.
Водна система села входить у гідрологічний заказник «Лучний» — Старий Загорів 109 га.
В селі працюють шкільний етнографічний музей «Світлиця» і приватний музей М. Маначинського.
Загорів це місце чудових мисливських угідь, сюди з'їжджаються рибалки не тільки з Волині, але й з сусідніх областей.

### Вулиці села
- Шкабара (урвище, западина, тріщина, долина). Під неї взято дорогу, що вела зі сходу до монастиря.
- Крива — цю назву вулиця носила до 1911 р. Коли почалося переселення людей з хуторів до села в 50-х роках, її відродили, але назвали неофіційно Набережна, офіційно Ювілейна.
- Середня — офіційно Радянська тому, що на ній знаходиться сільська рада. Тепер перейменована на «Героїв Небесної Сотні»
- Молодіжна — на початку 70х років XX ст. почали забудову нової вулиці. Зводили будинки тут в основному молоді сім'ї. Колгосп побудував тут дитячий садок, будинок для молодих вчителів, фельдшерський пункт, аптеку, новий двоповерховий магазин, будинок культури, нову середню школу.
- Білопільська — вулиця існувала в 1911—1950 рр. Після руйнації хуторів називалась Білопільська дорога, бо веде до села Білопіль.